# Johann Merzenich
Johann Maria Joseph Merzenich (geboren am 6. Dezember 1840 in Köln; gestorben am 8. März 1913 in Berlin-Wilmersdorf) war ein deutscher Architekt, Baubeamter und Professor an der Technischen Hochschule in Charlottenburg.

## Leben

### Herkunft und Ausbildung
Der Katholik Johann Merzenich war ein Sohn des Gastwirts Olivier Nicolaus Joseph Merzenich und dessen Ehefrau Theresia Maria Walburga Merzenich geb. Schlösser. Nach dem Besuch des Friedrich-Wilhelm-Gymnasiums in Köln, das er im Herbst 1859 mit Ablegung der Reifeprüfung verließ, trat er in das Büro des damaligen zweiten Stadtbaumeisters der Stadt Köln, Julius Carl Raschdorff ein, um sein Bauelevenjahr abzulegen. Anschließend besuchte er die Berliner Bauakademie bis zur Ablegung des ersten Staatsexamens im Jahr 1863. Als Bauführer war er in der Folge bis 1869 unter Friedrich Adler und Heinrich Strack tätig. In diesem Zeitraum nahm er 1865/1866 am Schinkelwettbewerb 1866 des Architekten-Vereins zu Berlin teil. Seinen mit dem 1. Preis ausgezeichneten Entwurf zu einer evangelischen Hauptkirche für Berlin reichte er im Jahr 1869 zu seinem zweiten Staatsexamen ein:807, das er am 20. Februar 1870 erfolgreich ablegte. Nachdem Merzenich bereits 1866 am Preußisch-Österreichischen Krieg teilgenommen hatte, gehörte er als Reserveoffizier auch den am Deutsch-Französischen Krieg beteiligten Einheiten an. Nach dem Krieg übernahm er die Bauleitung bzw. Entwurfsausarbeitung für mehrere Berliner Großbauten, bevor er von 1874 bis 1876 unter Wilhelm Salzenberg im Ministerium der öffentlichen Arbeiten als Hilfsarbeiter Einsatz fand.

### Werdegang
36-jährig trat der Baumeister Johann Merzenich im Jahr 1876 in den Dienst der Verwaltung der Königlichen Museen. Bis zu seinem Eintritt in den Ruhestand 1906 blieb er – abgesehen von der Ernennung zum Bauinspektor – in dieser Stellung. Er betreute dabei die baulichen Anlagen und führte auch wiederholt eigene Entwürfe aus. Neben seiner Haupttätigkeit wirkte er zu Beginn als Assistent der Professoren Johann Eduard Jacobsthal und August Hermann Spielberg an der Bauakademie. Später dozierte er selbstständig an der Technischen Hochschule in Charlottenburg, an der sein früherer Ausbilder Raschdorff seit 1878 lehrte. Die Verleihung des Professorentitels im Jahr 1895 war dabei eine Anerkennung seiner Lehrtätigkeit. In einem Nachruf wird Merzenich als „ein meisterhafter Zeichner und ein Meister in der Farbe“ gerühmt.

## Bauten und Entwürfe
- 1863–1864: Christuskirche in Berlin, Königgrätzer Straße (Mitarbeit als Bauführer unter Friedrich Adler)[2]
- 1866:–9999 Wettbewerbsentwurf einer protestantischen Hauptkirche für Berlin im Schinkelwettbewerb des Architektenvereins zu Berlin[2][5]:135 f, 806 f.
- bis 1869:–9 Nationalgalerie in Berlin (Mitarbeit als Bauführer unter Heinrich Strack)[2]
- um 1871:–9 Entwurf für den Neubau des Stettiner Bahnhofs in Berlin (nicht ausgeführt)
- 1872:–9999 Wettbewerbsentwurf für das Reichstagsgebäude in Berlin (nicht ausgeführt)[7]
- 1872–1874: Erweiterungsbau des Reichskanzleramts in Berlin (Mitarbeit an der Bauleitung unter Wilhelm von Mörner)
- 1889–1891: Gipsformerei der Königlichen Museen in (Berlin-)Charlottenburg[8]
- 1892:–9999 Magazingebäude für die Funde aus Olympia auf der Museumsinsel in Berlin[9]

## Auszeichnungen
- 1890: Charakterisierung als Baurat[10][11]
- 1895: Verleihung des Prädikats Professor durch den Preußischen König[12]
- 1906: Königlich Preußischer Kronenorden III. Klasse[13]